# Николов, Пламен (футболист, 1985)
Пла́мен Венели́нов Ни́колов (болг. Пламен Венелинов Николов; 12 июня 1985, Плевен) — болгарский футболист, защитник. Выступал за сборную Болгарии.

## Клубная карьера
Воспитанник футбольного клуба «Левски». С 2004 по 2006 год выступал за «Спартак» из Плевена — родного города футболиста.
В июне 2006 года перешёл в «Литекс», подписав с клубом из Ловеча контракт на 4 года. В первом сезоне за «Литекс» провёл лишь 5 матчей в чемпионате Болгарии, однако уже в сезоне 2007/08 стал одним из основных футболистов команды, проведя в общей сложности 32 матча за клуб. Также в том сезоне ему удалось завоевать свой первый трофей — Кубок Болгарии. Этот трофей покорился Николову и его команде и в следующем сезоне, в котором Пламен провёл 28 матчей и забил 2 гола. Сезон 2009/10 получился для клуба Николова триумфальным — «Литекс» стал чемпионом Болгарии, а сам футболист был прочным игроком основного состава. В сезоне 2010/11 «Литекс» повторил свой достижение, и таким образом Николов стал двукратным чемпионом страны.
В феврале 2012 года на правах полугодичной аренды перебрался в российский клуб «Томь». У томского клуба было приоритетное право выкупа футболиста, которым он и воспользовался летом, заключив с защитником контракт на 2 года. В сезоне 2012/13 провёл за «Томь» 27 матчей в первенстве ФНЛ и помог команде вернуться в Премьер-лигу. В первой половине сезона 2013/14 вышел на поле в трёх играх чемпионата России.
В январе 2014 года вернулся в «Литекс».

## Карьера в сборной
Играл за молодёжную сборную Болгарии. За главную сборную страны выступал c 2009 по 2010 год.

## Достижения
«Литекс»
- Чемпион Болгарии (2): 2009/10, 2010/11
- Обладатель Кубка Болгарии (2): 2007/08, 2008/09
- Обладатель Суперкубка Болгарии: 2010

«Томь»
- Вице-чемпион первенства ФНЛ: 2012/13

## Статистика

### Клубная
| Клуб             | Сезон            | Лига | Лига | Кубки | Кубки | Еврокубки | Еврокубки | Прочее | Прочее | Итого | Итого |
| Клуб             | Сезон            | Игры | Голы | Игры  | Голы  | Игры      | Голы      | Игры   | Голы   | Игры  | Голы  |
| ---------------- | ---------------- | ---- | ---- | ----- | ----- | --------- | --------- | ------ | ------ | ----- | ----- |
| Спартак (Плевен) | 2004/05          | 27   | 1    | 1     | 1     | 0         | 0         | 0      | 0      | 28    | 2     |
| Спартак (Плевен) | 2005/06          | 24   | 0    | 2     | 0     | 0         | 0         | 0      | 0      | 26    | 0     |
| Спартак (Плевен) | Итого            | 51   | 1    | 3     | 1     | 0         | 0         | 0      | 0      | 54    | 2     |
| Литекс           | 2006/07          | 5    | 0    | 0     | 0     | 1         | 0         | 0      | 0      | 6     | 0     |
| Литекс           | 2007/08          | 22   | 1    | 4     | 0     | 6         | 0         | 0      | 0      | 32    | 1     |
| Литекс           | 2008/09          | 20   | 2    | 5     | 0     | 3         | 0         | 0      | 0      | 28    | 2     |
| Литекс           | 2009/10          | 27   | 1    | 3     | 0     | 2         | 0         | 0      | 0      | 32    | 1     |
| Литекс           | 2010/11          | 21   | 0    | 5     | 0     | 5         | 0         | 0      | 0      | 31    | 0     |
| Литекс           | 2011/12          | 12   | 0    | 2     | 0     | 4         | 0         | 0      | 0      | 18    | 0     |
| Литекс           | Итого            | 107  | 4    | 19    | 0     | 21        | 0         | 0      | 0      | 147   | 4     |
| Томь             | 2011/12          | 10   | 0    | 0     | 0     | 0         | 0         | 0      | 0      | 10    | 0     |
| Томь             | 2012/13          | 27   | 1    | 1     | 0     | 0         | 0         | 0      | 0      | 28    | 1     |
| Томь             | 2013/14          | 3    | 0    | 0     | 0     | 0         | 0         | 0      | 0      | 3     | 0     |
| Томь             | Итого            | 40   | 1    | 1     | 0     | 0         | 0         | 0      | 0      | 41    | 1     |
| Всего за карьеру | Всего за карьеру | 198  | 6    | 23    | 1     | 21        | 0         | 0      | 0      | 242   | 7     |

### Матчи за сборную
| Матчи и голы Николова за сборную Болгарии | Матчи и голы Николова за сборную Болгарии | Матчи и голы Николова за сборную Болгарии | Матчи и голы Николова за сборную Болгарии | Матчи и голы Николова за сборную Болгарии | Матчи и голы Николова за сборную Болгарии |
| ----------------------------------------- | ----------------------------------------- | ----------------------------------------- | ----------------------------------------- | ----------------------------------------- | ----------------------------------------- |
| №                                         | Дата                                      | Оппонент                                  | Счёт                                      | Голы                                      | Соревнование                              |
| 1                                         | 12 августа 2009                           | Латвия                                    | 1-0                                       | -                                         | Товарищеский матч                         |
| 2                                         | 10 октября 2009                           | Кипр                                      | 1-4                                       | -                                         | Отборочные матчи ЧМ-2010                  |
| 3                                         | 14 октября 2009                           | Грузия                                    | 6-2                                       | -                                         | Отборочные матчи ЧМ-2010                  |
| 4                                         | 19 мая 2010                               | Бельгия                                   | 1-2                                       | -                                         | Товарищеский матч                         |
| 5                                         | 24 мая 2010                               | ЮАР                                       | 1-1                                       | -                                         | Товарищеский матч                         |

Итого: 5 матчей / 0 голов; 2 победы, 1 ничья, 2 поражения.